# Santa Celestina
Celestina (Roma, ... – Roma, tra il 253 e il 260) fu una matrona romana vissuta al tempo dell'imperatore Valeriano. Martire per la fede cristiana e venerata come santa dalla Chiesa cattolica.

## Biografia
Le poche informazioni sulla vita di santa Celestina si possono trovare nella Relazione di Domenico Cini. Celestina, matrona romana vissuta al tempo dell'imperatore Valeriano, accoglieva i cristiani perseguitati e provvedeva alla sepoltura di quelli che erano stati martirizzati. Ella stessa divenne vittima di questa violenza sotto il medesimo imperatore. E ciò si arguisce per due ragioni: la prima, perché il suo corpo fu ritrovato nel cimitero che santa Ciriaca aveva iniziato; la seconda, perché sembra che in nessun'altra persecuzione come in quella di Valeriano siano state martirizzate tante donne. Il suo martirio si deduce essere stato celebre sia per la presenza, vicino al corpo, di un'ampolla col suo sangue, sia perché nel comporre e unire insieme le varie parti del suo corpo venne riscontrato un taglio nelle vertebre del collo: segno evidente della sua decapitazione e della nobiltà del personaggio. I periti che nel 1731 ricomposero il corpo stimarono fosse donna piuttosto alta, robusta, di circa 21 anni.

## Culto
La richiesta per un corpo santo per San Marcello fu portata avanti dai padri missionari Leonardo da Porto Maurizio e Antonio da Bologna nel 1731 a papa Clemente XII. Il corpo, esumato dalla catacomba di Ciriaca a Roma, giunse alla fine del mese di luglio dello stesso anno a Firenze dove fu ricomposto dal chirurgo Desiderio Fabbri. Il 3 settembre il corpo della santa giunse a Pistoia dove fu prima deposto nella sagrestia della chiesa di San Giovanni Fuorcivitas e poi, per ordine del vescovo Colombino Bassi, nel convento delle monache di San Mercuriale. La mattina seguente il corpo si mosse alla volta di San Marcello passando per i paesi di Cireglio, Maresca ed infine Gavinana giungendo di notte nel convento di Santa Caterina. Qui rimase fino alle 22 del 7 settembre quando, in processione, fu trasferito presso la Chiesa Parrocchiale e scoperto per la pubblica venerazione. 